# Sveti Vid (gmina Cerknica)
Sveti Vid – wieś w Słowenii, w gminie Cerknica. W 2018 roku liczyła 43 mieszkańców.